# Nyora
Nyora è una città situata nella regione Gippsland, nello Stato australiano di Victoria.

## Storia
La cittadina è stata fondata a settembre del 1890, quando è stato aperto il suo ufficio postale, atto a sostituire quello ormai obsoleto della vicina Lang Lang East, aperto nel 1885.
La stazione ferroviaria di Nyora, servita dalla compagnia V/Line, è uno dei principali scali delle linee Foster-Leongatha e Foster-Wonthaggi. Inoltre, la stazione fa attualmente parte del South Gippsland Railway, una ferrovia turistica fondata da un'organizzazione della V/Line con base a Korumburra, che tiene delle corse di locomotive ed automotrici storiche.
La stazione ferroviaria di Nyora è piuttosto conosciuta per essere apparsa come ambientazione di una scena di una serie televisiva della ABC, Something in the Air, la cui città fittizia aveva però il nome di Emu Springs.

## Sport
Uno degli sport più praticati nella regione del Gippsland è il golf. I golfisti di Nyora possono dilettarsi nel loro sport al Lang Lang Golf Club della cittadina, situato di fianco all'autostrada South Gippsland.
Oltre al golf, Nyora ospita un club di football australiano chiamata The Saints, formatosi nel 1877. Sin dal 1911, la squadra ha vinto 11 campionati senior, godendo di un periodo d'oro tra il 2006 ed il 2007, quando ha giocato nella Ellinbank & District Football League. A riflettere il successo sportivo di Nyora, all'entrata della cittadina è stato eretto un cartello celebrativo dalla tifoseria ufficiale dei Saints.